# Zawisza z Falkenštejnu
Zawisza z Falkenštejnu, cz. Záviš z Falkenštejna (ur. ok. 1250; zm. 24 sierpnia 1290) – czeski rycerz, mąż królowej Kunegundy Halickiej
Zawisza pochodził z krumlovskiej linii potężnego rodu Witkowców. Był prawdopodobnie drugim synem Budziwoja z Krumlova i jego żony Perchty z Falkenštejnu, córki Konrada II z Falkenštejnu. Określenie z Falkenštejnu pochodzi zapewne od zamku Falkenstein nad rzeką Ranną. Według innych badaczy chodzi o zamek w powiecie Valtice nad dolnym Dunajem, Falkestein w Bawarii lub Sokolčí hrad nad rzeką Černá, który także był nazywany Falkenstein. W latach 1276–1277 Zawisza wziął udział w powstaniu Witkowców, panów z Rýzmburka i rycerstwa austriackiego przeciw królowi Przemysłowi Ottokarowi II.

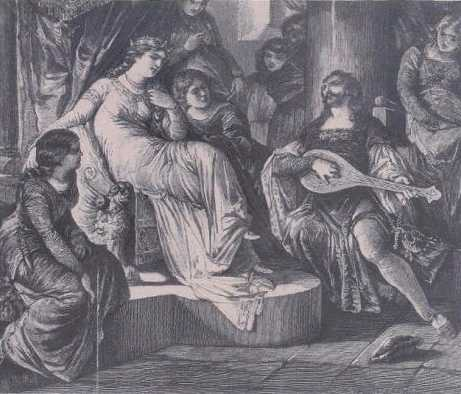
Królowa Kunegunda i Zawisza z Falkenštejnu

Po śmierci Przemysła Ottokara II w bitwie pod Suchymi Krutami jego żona Kunegunda Halicka i syn Wacław (późniejszy król Czech Wacław II) zostali w 1279 internowani na zamku Bezděz przez swojego krewnego margrabiego brandenburskiego Ottona V Długiego, do którego królowa zwróciła się o opiekę nad sobą i synem. Kunegundzie udało się uciec. Zamieszkała na ziemi opawskiej w swoich majątkach wdowich. Tam poznała burgrabiego opawskiego Zawiszę z Falkenštejnu, który wkrótce został jej kochankiem. W 1281 lub 1282 narodził się ich syn Jan z Falkenštejnu. Po powrocie w 1283 r. Wacława II z brandenburskiej niewoli Zawiszy udało się zyskać ogromny wpływ na młodego króla. W czerwcu 1284 Kunegunda i Zawisza wzięli ślub. Królowa była drugą żoną Zawiszy. Z pierwszego małżeństwa miał córkę, która została żoną Hynka Krušiny I z Lichtenburka. Imiona pierwszej żony i córki z tego związku są nieznane.
Zawisza usiłował uzyskać księstwo opawskie. Jego wzrastające znaczenie wywołało zaniepokojenie króla niemieckiego Rudolfa z Habsburga. W styczniu w Chebie jego córka Guta poślubiła Wacława II, ale zaraz po ceremonii wróciła wraz z ojcem do Niemiec. Rudolf motywował swoją decyzję zepsuciem panującym na czeskim dworze. Wówczas także władca Niemiec zawarł układ z zagrożonym przez Zawiszę księciem opawskim Mikołajem I i wydał za niego swoją krewną.
W 1285 zmarła królowa Kunegunda, ale to nie wpłynęło na pozycję Zawiszy. Szukając przeciwwagi wobec bliskich związków Czech z Habsburgami za zgodą Wacława II postanowił ożenić się z Elżbietą Kumanką, siostrą króla węgierskiego Władysława IV Kumańczyka. Zawisza długo przebywał na Węgrzech co dało czas jego przeciwnikom. Na ich czele stali królowa Guta (przybyła do Czech w 1287) i biskup Tobiasz z Bechyně. Udało im się przeciągnąć na swoją stronę Wacława II. Zawisza po powrocie do Czech zamieszkał z żoną na zamku Svojanov. W styczniu 1289 zaprosił króla na chrzciny swojego syna. Władca wstępnie wyraził zgodę, ale zażyczył sobie by Zawisza przybył zaprosić go osobiście. Zawisza spełnił życzenie, ale po przyjeździe został aresztowany pod zarzutem zdrady i przygotowywania zamachu na życie króla. Oskarżenia nie były prawdziwe.
W 1290 Mikołaj Opawski wraz z uwięzionym Zawiszą pojechali do południowych Czech. Książę opawski jeździł z więźniem od zamku do zamku. Grożąc jego egzekucją wymuszał na zwolennikach Zawiszy ich kapitulację. Pan zamku Hluboká nad Vltavou Vítek z Krumlova odmówił poddania twierdzy. Wówczas Mikołaj Opawski polecił stracić Zawiszę. Miało to mieć miejsce na łąkach na prawym brzegu Wełtawy, na wprost hlubockiego zamku - miejsce egzekucji wyznacza dziś pamiątkowy głaz. Za zgodą Wacława II ciało Zawiszy zostało pochowane w klasztorze w Vyšším Brodzie.